# Araneus finneganae
Araneus finneganae este o specie de păianjeni din genul Araneus, familia Araneidae, descrisă de Berland, 1938. Conform Catalogue of Life specia Araneus finneganae nu are subspecii cunoscute.